# Markíza
Markíza (Televízia Markíza) – słowacka komercyjna stacja telewizyjna.
Rozpoczęła nadawanie 31 sierpnia 1996 roku. Należy do medialnej spółki CME (Central European Media Enterprises), która jest właścicielem wielu czołowych stacji TV m.in. telewizji: TV Nova w Czechach, PRO TV w Rumunii czy też TV NOVA w Chorwacji. Prezesem stacji jest Peter Gažík. Markiza zajmuje pierwsze miejsce na słowackim rynku telewizyjnym. Siedziba telewizji znajduje się w północnej dzielnicy Bratysławy – Záhorská Bystrica. W Polsce odbiór tej stacji był możliwy do końca 2016 roku na przygranicznych, południowych terenach województw: śląskiego, małopolskiego i podkarpackiego w drugim słowackim multipleksie naziemnej telewizji cyfrowej.

## Obecna ramówka

### Informacja
- Televízne noviny

### Talk-show
- Teleráno
- Na telo (emitowane okazyjnie tylko przy specjalnych wydarzeniach)

### Magazyn interwencyjny
- Reflex

### Rozrywka
- Smotánka (program o słowackich gwiazdach)
- Farma (reality show)

### Teleturnieje
- Milionár (Milionerzy)
- Pokušenie (Va Banque)

### Seriale
- Búrlivé víno (produkcja słowacka)
- Chlapi neplačú (produkcja słowacka)
- Sekerovci (produkcja słowacka)
- Mentalista (produkcja amerykańska)
- Druhy Dych (produkcja słowacka)
- Bez stopy (produkcja amerykańska)
- Dva i pol chlapa (produkcja amerykańska)
- Kobra (produkcja amerykańska)
- Hrdinovia (produkcja amerykańska)
- Kurz sebaovládania (produkcja amerykańska)

## Ramówka Jesień 2014
| Markíza      | 19:00                           | 19:30                           | 20:00                           | 20:30        | 21:00        | 21:30        | 22:00        | 22:30 |
| ------------ | ------------------------------- | ------------------------------- | ------------------------------- | ------------ | ------------ | ------------ | ------------ | ----- |
| Niedziela    | Televízne noviny, Pogoda, Sport | Televízne noviny, Pogoda, Sport | Televízne noviny, Pogoda, Sport | Kino Markiza | Kino Markiza | Kino Markiza | Kino Markiza | Film  |
| Poniedziałek | Televízne noviny, Pogoda, Sport | Televízne noviny, Pogoda, Sport | Televízne noviny, Pogoda, Sport | Búrlivé Víno | Búrlivé Víno | Farma        | Farma        | Farma |
| Wtorek       | Televízne noviny, Pogoda, Sport | Televízne noviny, Pogoda, Sport | Televízne noviny, Pogoda, Sport | Búrlivé Víno | Búrlivé Víno | Farma        | Farma        | Farma |
| Środa        | Televízne noviny, Pogoda, Sport | Televízne noviny, Pogoda, Sport | Televízne noviny, Pogoda, Sport | Búrlivé Víno | Búrlivé Víno | Farma        | Farma        | Farma |
| Czwartek     | Televízne noviny, Pogoda, Sport | Televízne noviny, Pogoda, Sport | Televízne noviny, Pogoda, Sport | Búrlivé Víno | Búrlivé Víno | Farma        | Farma        | Farma |
| Piątek       | Televízne noviny, Pogoda, Sport | Televízne noviny, Pogoda, Sport | Televízne noviny, Pogoda, Sport | Farma – Duel | Farma – Duel | Farma – Duel | Farma – Duel | Film  |
| Sobota       | Televízne noviny, Pogoda, Sport | Televízne noviny, Pogoda, Sport | Televízne noviny, Pogoda, Sport | Kino Markiza | Kino Markiza | Kino Markiza | Kino Markiza | Film  |